# Єдиний державний демографічний реєстр
Єдиний державний демографічний реєстр — електронна інформаційно-телекомунікаційна система, призначена для зберігання, захисту, обробки, використання і поширення інформації про особу та про документи, що оформлюються із застосуванням засобів Реєстру.

## Нормативно-правові основи
11 липня 2023 року, Кабінет Міністрів України затвердив «Порядок доступу нотаріусів до Єдиного державного демографічного реєстру» (далі - Порядок). Порядок визначає механізм надання доступу нотаріусів до Єдиного державного демографічного реєстру, отримання ними з метою встановлення особи, що звернулася за вчиненням нотаріальної дії: інформації про дійсність документів, оформлених із застосуванням Реєстру; відомостей або інших персональних даних з Реєстру про особу, що звернулася за вчиненням нотаріальної дії. Міністерству юстиції України, Міністерству внутрішніх справ України і Державній міграційній службі України надано доручення щодо забезпечення електронної інформаційної взаємодії між Єдиним державним демографічним реєстром та Єдиною державною електронною системою е-нотаріату.

## Адміністратор
Адміністратором реєстру є Державне підприємство «Документ».

## Структура реєстру
До Реєстру вноситься така інформація про особу:
1. прізвище, ім'я та по батькові;
2. дата народження/смерті;
3. місце народження;
4. стать;
5. дата внесення інформації про особу до Реєстру;
6. відомості про батьків (усиновлювачів), опікунів, піклувальників та інших представників;
7. відомості про громадянство або його відсутність та підстави набуття громадянства України;
8. реквізити документів, виданих особі засобами Реєстру, а також документів, на підставі яких видані такі документи (тип, назва документа, серія, номер, дата видачі та уповноважений суб'єкт, що видав документ, строк дії документа);
9. реквізити документів, що підтверджують смерть особи або визнання особи померлою чи безвісно відсутньою;
10. відцифрований зразок підпису особи;
11. відцифрований образ обличчя особи;
12. відцифровані відбитки пальців рук особи (у разі оформлення паспорта громадянина України для виїзду за кордон, дипломатичного паспорта України, службового паспорта України, посвідчення особи моряка, посвідчення члена екіпажу, посвідчення особи без громадянства для виїзду за кордон, посвідки на постійне проживання, посвідки на тимчасове проживання, посвідчення біженця, проїзного документа біженця, посвідчення особи, яка потребує додаткового захисту, проїзного документа особи, якій надано додатковий захист, картки мігранта);
13. за згодою особи — відцифровані відбитки пальців рук особи (у разі оформлення паспорта громадянина України);
14. додаткова змінна інформація про місце проживання, про народження дітей, про шлюб і розірвання шлюбу, про зміну імені, у разі наявності — інформація про податковий номер (реєстраційний номер облікової картки платників податків з Державного реєстру фізичних осіб — платників податків) або повідомлення про відмову від прийняття реєстраційного номера облікової картки платника податків (для фізичних осіб, які через свої релігійні переконання відмовляються від прийняття реєстраційного номера облікової картки платника податків та офіційно повідомили про це відповідний контролюючий орган), а також про місце роботи та посаду (у разі оформлення посвідчення члена екіпажу).

При першому внесенні інформації до реєстру формується унікальний номер запису в реєстрі (УНЗР) та фіксуються час, дата та відомості про особу, яка оформила заяву-анкету (в електронній формі). Унікальний номер запису в реєстрі є незмінним.

### Структура УНЗР
УНЗР представлений двома послідовностями з восьми та п’яти цифр, розділених рискою. Позиції 1-8 — дата народження у форматі ISO 8601:2004 (РРРРММДД); позиції 9-12 — чотиризначний цифровий код (для чоловіків код-непарний, для жінок - парний), позиція 13 — контрольна цифра. Для розрахунку контрольної цифри використовується метод розрахунку контрольних цифр у машинозчитуваній зоні паспортів.